# Baldomero Cáceres
Baldomero Cáceres Santa María (Lima, 14 de septiembre de 1932-Lima, 15 de julio de 2025) fue un psicólogo social, investigador, docente universitario y escritor peruano. Es reconocido en Perú por su activismo por la despenalización de la marihuana (Cannabis sativa) y la hoja de coca (Erythroxylum coca), promoviendo sus usos medicinales, entre otros.

## Biografía
Baldomero Cáceres nació en Lima el 14 de septiembre de 1932. Estudió en la Universidad Nacional Mayor de San Marcos (UNMSM) en donde obtuvo su licenciatura en Psicología. Luego obtuvo una maestría en Educación por la Universidad de Stanford.Fue docente en la Pontificia Universidad Católica del Perú (PUCP) y en la Universidad Nacional Agraria La Molina (UNALM).

## Defensa de la coca
En la década de 1970, mientras vivía en Cusco y trabajaba en la Universidad Nacional de San Antonio Abad (UNSAAC), conoció al etnhistoriador Jan Szemiski quien le enseñó a chacchar las hojas de coca. A partir del encuentro con la planta y sentir los beneficios de la misma que le permitieron reducir los dolores de cabeza, las insuficiencias respiratorias y malestares estomacales relacionadas al cambio de altitud, inició su investigación acerca de la historia y sus propiedades. Es así que a partir de la publicación de un artículo titulado «La coca, el mundo andino y los extirpadores de idolatrías del siglo XX» en el diario La Prensa en 1977 inició su actividad de defensa de la hoja de la coca.

## Selección de publicaciones
- 2005. «Dos escritos sobre coca, drogas y siquiatría». Hablan los diablos : Amazonía, coca y narcotráfico en el Perú : escritos urgentes. ISBN 9978225315.
- 1995. «Acerca del uso y abuso de sustancias psicoactivas». Debate Agrario: Análisis y Perspectivas (22). (enlace roto disponible en Internet Archive; véase el historial, la primera versión y la última).
- 1990. «Historia, prejuicios y versión psiquiátrica del coqueo andino». Perú indígena 28.
- 1983. «The problema of Coca in Peru». Socialismo y Participación.
- 1986. «La coca, el mundo andino y los extirpadores de idolatrías del siglo XX». La Coca andina : visión indígena de una planta satanizada.